# Careproctus paxtoni
Careproctus paxtoni és una espècie de peix pertanyent a la família dels lipàrids.

## Descripció
- La femella fa 14,4 cm de llargària màxima.
- Nombre de vèrtebres: 58-59.[5]

## Hàbitat
És un peix marí i batidemersal que viu entre 1.061 i 1.134 m de fondària.

## Distribució geogràfica
Es troba al Pacífic sud-occidental: Nova Gal·les del Sud (Austràlia).

## Costums
És bentònic.

## Observacions
És inofensiu per als humans.